# 阿爾卑斯物語 我的安妮特
《阿爾卑斯物語 我的安妮特》為日本動畫公司製作的《世界名作劇場》系列第9部的動畫作品。改編自英國作家派翠西亞·瑪麗·聖約翰的作品《雪中的寶藏》（Treasures of the Snow）。自1983年1月9日播至同年1983年12月25日，全48集。

## 故事
- 住在瑞士的羅西尼耶爾村的安妮特與路西安曾經是很要好的朋友，但有一天路西安把安妮特的弟弟丹尼弄受傷了，讓安妮特變的很憎恨路西安。路西安曾經好幾次要向安妮特和好，不過安妮特並不領情，卻使她的心情並沒有任何改變，反而更糟。路西安因此受到那樣的挫折好幾次，直到路西安遇見住在山裡的白金爺爺後。對於曾經犯了罪的白金爺爺，他看到路西安想要補償的身影，因此教他雕出了一個很棒的木馬。
- 安妮特也開始注意到憎恨路西安也苦了自己的事情，她原本打算想和他重修舊好的，可是當安妮特看到路西安的木雕，對於他對丹尼做的事情的憎恨讓她無法忘記，那個木雕之後就被她弄壞了。由於破壞了路西安木雕的馬，安妮特才開始感到有罪惡感。
- 某個冬天，安妮特扭傷了腳不能動了。意識模糊，就快要凍死的時候，正好路西安經過那裡。安妮特說出是她自己把木雕的馬給破壞的，請求他的原諒。之後他們兩人的友情也就和好如初了。
- 路西安對於能和安妮特恢復友情固然很高興，但是對於讓丹尼受傷的事情，還是大大的打擊路西安的心。在某一天，路西安翻山越嶺到蒙特勒飯店，他知道有一位名醫吉維特醫生投宿在這個地方。路西安為了帶吉維特醫生去治好丹尼的腳，於是越過了暴風雪的雪山・・・。

## 登場人物與配音員陣容

### 柏尼爾一家的人物
安妮特‧柏尼爾
配音員：潘惠子
住在瑞士的羅西尼耶爾村，非常頑皮的女孩子。與路西安是非常要好的朋友。她感情起伏很激烈像個男人婆，很直接了當的說出認為的事情，有的時候，她會與青梅竹馬路西安吵架並鬧翻。不過她也有很不熟悉的地方。在學習的方面上，她對算數非常不擅長。
皮耶爾‧柏尼爾
配音員：小林修
安妮特的爸爸。是個做著畜牧業維生的和善的爸爸。
法蘭辛‧柏尼爾
配音員：增山江威子
安妮特的媽媽。是個非常和善的媽媽，但是患有心臟病，在生下丹尼之後不久就死了。
丹尼爾‧柏尼爾
配音員：室井深雪
比安妮特小7歲的弟弟。愛稱：丹尼。在他出生沒多久後媽媽法蘭辛就過世了。一直以來他是安妮特與克勞德所養育者。聖誕節的晚上他在拖鞋中發現白貂的小寶寶，並且開始飼養著牠。
克勞德‧馬塔
配音員：沼波輝枝
皮耶爾的阿姨，對安妮特、丹尼來說是姨婆。為了照顧丹尼而遠從盧塞恩的城鎮來，之後，就代替成為柏尼爾家的媽媽（實際上比較像是奶奶）。凡事很清清楚楚說出規規矩矩想做事情的類型，是個很辛勤工作的人。長時間為風濕所苦，常常會感到腰痛。對於信仰非常的虔誠，總是很細心的教導安妮特與丹尼基督教方面的事情。

### 莫雷爾一家的人物
路西安‧莫雷爾
配音員：山田榮子
安妮特的青梅竹馬男朋友。總是和安妮特很要好的玩在一起，有的時候也會為事情而吵架。與安妮特同年紀，他感覺就像是安妮特的弟弟，或著比較像是她的部下。
瑪麗‧莫雷爾
配音員：吉田理保子
比路西安年長9歲的姊姊。為了困苦的家裡，所以住在蒙特勒的旅館裡工作，把薪水給寄回家，是個很和善的姊姊。
伊麗莎白‧莫雷爾
配音員：片岡富枝
瑪麗與路西安的媽媽。因為兩個孩子的爸爸留了50法郎的欠債而去世，所以她自己一人承擔這辛苦的事情。

### 學校裡的人物
尼可拉斯老師
配音員：德丸完
安妮特上學的羅西尼耶爾小學的老師。對於守護著丹尼，而安妮特不來學校的時候，學校休息的時候，他叫的安妮特到他家裡學習，是個很和善的老師。口頭禪是「安靜」。
佩蒙老師
配音員：上田敏也
尼可拉斯老師感冒不能來學校時，來代課的老師。只不過他只叫學生自習，實際上並沒有教導課程。
尚
配音員：青木和代
安妮特的同學。是個愛惡作劇的少年，時常喜歡捉弄安妮特與路西安，不過有一次做的很過火，他竟然把路西安送給安妮特的木刀給丟在河裡，事後然一點歉意也沒有，覺得很讓人看不過去。但是意外的，他也是個很依賴的少年。
米凱爾
在羅西尼耶爾小學的同學，尚與路西安的朋友。
安東
配音員：鈴木三枝
在羅西尼耶爾小學的同學，尚與路西安的朋友。
瑪麗安
配音員：中野聖子
在羅西尼耶爾小學的同學，安妮特的朋友。非常擅長畫畫。有點喜歡上法蘭玆。
克莉絲汀娜
配音員：飯塚晴美
在羅西尼耶爾小學的同學，安妮特的朋友。
皮耶爾
配音員：TARAKO
在羅西尼耶爾小學的第一優等生。不過運動上卻一竅不通，雪橇競賽時則是倒數第一名。
法蘭茲‧約瑟夫
配音員：川島千代子
從德國的克羅茲林肯轉學到安妮特的班上的男孩子。爸爸是個鐵路工程師，為了建立從蒙特勒到羅西尼耶爾的城鎮的鐵路，家族搬到羅西尼耶爾這個地方來。他在這裡學習瑞士語與新同學非常的親近。然而之後再次轉學了，他請求安妮特與路西安可以和解，之後就離開了。

### 吉維特一家的人物
吉維特
配音員：山內雅人
在洛桑的醫院裡做院長的有名外科醫生。事實上他是與白金老爺爺分別30年的兒子。
愛蓮娜・吉維特
配音員：梨羽由記子
吉維特的妻子，是個很善良的伯母。她對於安妮特長的很像她媽媽法蘭辛，安妮特第一次見到她時也嚇了一跳。愛蓮娜她以前，是做教師，也看過安妮特的學習。
伊麗莎白・吉維特
配音員：麻上洋子
吉維特的大女兒。對於比安妮特還要年長有點驕傲，很難以親近。可是漸漸的她與安妮特的關係變的非常好。
馬克・吉維特
配音員：三田友子
吉維特的大兒子，與丹尼同年紀。非常坦率的馬上就和丹尼成為好朋友。
克廉・吉維特
吉維特的二兒子，還只是個1歲的小寶寶。
韋納
配音員：澤木郁也
吉維特家的管家。看起來有點冷淡，而丹尼覺得他是位很可怕的叔叔，不過實際上他是位很窩心又很和善的人。
蘇珊
配音員：神保直美
在吉維特家裡工作的傭人。是個很親切的女傭。

### 村子裡的人們
費南戴爾
配音員：北村弘一
住在安妮特家隔壁的經營牧場的叔叔。是個很和藹可親的人，他有在山中小屋裡教導安妮特他們做起司。
海德
配音員：藤本讓
在羅西尼耶爾村裡擔任馬車夫的叔叔。是個非常好心的人，經常承載著安妮特他們坐馬車，而路西安的姊姊瑪麗也受他禮遇。
史懷茲
配音員：綠川稔
羅西尼耶爾村裡非常坦率的村長。孩子們在雪橇大賽中獲得冠軍，好像現在得到第1名一樣從鄉公所走到家裡去。
約翰
配音員：辻村真人
羅西尼耶爾村的醫生。他是這個鎮上開業醫生，法蘭辛的病還有丹尼腳所受的傷他都沒有治好。安妮特說他生氣起來好像很可怕的樣子。
白金爺爺
配音員：嚴金四郎
住在深山裡獨自一人生活的老人。年輕的時候因為偷銀行的錢，結果被關在監獄裡。出獄後與家人分開，自己獨自一人在山裡靜悄悄的生活著。對於木雕有興趣的路西安，他很快樂的教導他。
米蓮
配音員：島木棉子
在羅西尼耶爾村開麵包店的阿姨。對人非常的親切，在丹尼腳受傷時，她為了丹尼還送給了他麵包當禮物。
牧師
配音員：藤城裕士
安妮特的母親法蘭辛去世的時候，為她朗誦祈禱文的牧師。
站長
配音員：村松康雄
羅西尼耶爾村的站長，在通車典禮開始的時候，由他指揮發車。
吉爾伯爾
配音員：清川元夢
養牛的叔叔。為了治療丹尼的腳，而安妮特家捉襟見軸的時候，就把牛賣給這位叔叔了。
馬賽爾
配音員：澤木郁也
在羅西尼耶爾村里養馬的叔叔。路西安打算看沒有放到柵欄裡的馬。
莫里茲
配音員：鄉里大輔
在羅西尼耶爾村做著鐵匠的叔叔。他是個不破壞工作日期，說到做到的男人，安妮特說他很正直有很有男子氣概。
摩洛
住在附近的叔叔，他家的貓正好生了小寶寶，丹尼決定要帶他的寵物白貂克勞斯去讓他的貓，餵克勞斯喝奶。
安德烈‧杜彭
秋季祭典的時候，連續兩年起司競賽都讓評審稱羨而閃耀的獲得第1名。

### 其他登場人物
醫生
配音員：銀河萬丈
代堡的醫院的醫生。丹尼的腳受傷時，這位醫生幫他治療，丹尼他很喜歡這位醫生。
醫生
配音員：嶋俊介
蒙特勒城鎮大醫院的醫生。不過這位醫生也沒有辦法醫好丹尼的腳。
帕紐爾
配音員：大木民夫
住在鄔郗的城鎮擔任史學官的叔叔。他在羅西尼耶爾小學擔任展覽會審查員的工作。
尚的父親
尚的爸爸，出場次數不多。
經理
配音員：增岡弘
瑪麗在蒙特勒飯店工作的經理。
鮑威爾
配音員：峰敦子
作為吉維特醫生的院長，她在洛桑醫院做護士長的阿姨。
西薩‧巴洛
配音員：村山明
與瑪麗結婚的男人。在日內瓦湖的觀覽船上擔任船員。
旁白
配音員：梨羽由記子
本故事的解說員。擔任解說故事的部份。

### 登場的動物們
佩佩爾
柏尼爾家飼養的狗。牠有看牛的這一項本領。
羅賽塔
柏尼爾家飼養的小牛。非常喜歡惡作劇，時常喜歡咬安妮特的裙子。
克勞斯
丹尼5歲聖誕節的時候，在丹尼放置在玄關的拖鞋中突然出現的動物，是一隻喜歡惡作劇的白貂。白貂的顏色會隨著季節而改變。冬天時是白色，而春天到秋天時則會轉變為茶色。
愛格蘭婷
柏尼爾家擔任領導地位的牛。
派克麗塔
在愛格蘭丁擔任領導地位之前，是牠擔任柏尼爾家領導地位工作的牛。可是年紀大了，牠只好把領導地位讓位給愛格蘭婷。
魯道夫
羅西尼耶爾村里農夫所飼養的聖伯納德犬。路西安在森林裡迷路時，就是受到牠的幫助。

## 主題歌、插入歌
- 片頭曲『安妮特的藍天』(第1話~第48話)
  - 作詞：阿木燿子、歌：潘惠子、作曲：廣瀨量平、編曲：廣瀨量平
- 片尾曲『雪絨花的白花』(第1話~第48話)
  - 作詞：阿木燿子、歌：潘惠子、作曲：廣瀨量平、編曲：廣瀨量平
- 插入歌1『我們都很喜歡的事情』
  - 作詞：阿木燿子、歌：杉並兒童合唱團、作曲：廣瀨量平、編曲：廣瀨量平
- 插入歌2『像天空般的金平糖』
  - 作詞：阿木燿子、歌：潘惠子、作曲：廣瀨量平、編曲：廣瀨量平
- 插入歌3『非常好的勇氣』
  - 作詞：阿木燿子、歌：潘惠子、作曲：廣瀨量平、編曲：廣瀨量平

## 標題播映表
| 話數 | 副標題               | 播映日         | 腳本     | 分鏡                         | 演出     | 作畫監督 |
| ---- | -------------------- | -------------- | -------- | ---------------------------- | -------- | -------- |
| 1    | 安妮特與路西安       | 1983年1月9日   | 吉田憲二 | 楠葉宏三                     | 楠葉宏三 | 竹松一生 |
| 2    | 雪橇競賽的日子       | 1983年1月16日  | 吉田憲二 | 黑川文男                     | 楠葉宏三 | 佐藤好春 |
| 3    | 愛與悲傷             | 1983年1月23日  | 吉田憲二 | 楠葉宏三                     | 楠葉宏三 | 前田英美 |
| 4    | 變成媽媽的安妮特     | 1983年1月30日  | 吉田憲二 | 黑川文男                     | 楠葉宏三 | 竹松一生 |
| 5    | 新家人               | 1983年2月6日   | 吉田憲二 | 橫田和善                     | 楠葉宏三 | 佐藤好春 |
| 6    | 去牧場               | 1983年2月13日  | 吉田憲二 | 清瀨二郎                     | 楠葉宏三 | 前田英美 |
| 7    | 製作起司             | 1983年2月20日  | 吉田憲二 | 楠葉宏三                     | 楠葉宏三 | 竹松一生 |
| 8    | 秋日祭典的日子       | 1983年2月27日  | 吉田憲二 | 楠葉宏三                     | 楠葉宏三 | 佐藤好春 |
| 9    | 火車到村裡來         | 1983年3月6日   | 吉田憲二 | 清瀨二郎                     | 楠葉宏三 | 前田英美 |
| 10   | 兩人的冒險旅行       | 1983年3月13日  | 吉田憲二 | 清瀨二郎                     | 楠葉宏三 | 竹松一生 |
| 11   | 聖誕節的禮物         | 1983年3月20日  | 吉田憲二 | 橫田和善                     | 楠葉宏三 | 佐藤好春 |
| 12   | 在白色森林發生的事   | 1983年3月27日  | 吉田憲二 | 清瀨二郎                     | 楠葉宏三 | 前田英美 |
| 13   | 交錯的心             | 1983年4月3日   | 吉田憲二 | 楠葉宏三                     | 楠葉宏三 | 竹松一生 |
| 14   | 可怕的事情           | 1983年4月10日  | 吉田憲二 | 清瀨二郎                     | 楠葉宏三 | 佐藤好春 |
| 15   | 幫助丹尼！           | 1983年4月17日  | 吉田憲二 | 清瀨二郎                     | 楠葉宏三 | 前田英美 |
| 16   | 醫院                 | 1983年4月24日  | 吉田憲二 | 岡部英二                     | 楠葉宏三 | 竹松一生 |
| 17   | 森林的老人           | 1983年5月1日   | 吉田憲二 | 清瀨二郎                     | 楠葉宏三 | 佐藤好春 |
| 18   | 丹尼的丁形拐杖       | 1983年5月8日   | 吉田憲二 | 楠葉宏三                     | 楠葉宏三 | 前田英美 |
| 19   | 意外的診斷           | 1983年5月15日  | 吉田憲二 | 清瀨二郎                     | 楠葉宏三 | 竹松一生 |
| 20   | 諾亞方舟             | 1983年5月22日  | 吉田憲二 | 清瀨二郎                     | 楠葉宏三 | 佐藤好春 |
| 21   | 罪的重量             | 1983年5月29日  | 吉田憲二 | 楠葉宏三                     | 楠葉宏三 | 前田英美 |
| 22   | 丹尼的寶物           | 1983年6月5日   | 吉田憲二 | 清瀨二郎                     | 楠葉宏三 | 竹松一生 |
| 23   | 悲傷的謊言           | 1983年6月12日  | 吉田憲二 | 楠葉宏三                     | 楠葉宏三 | 佐藤好春 |
| 24   | 安妮特的眼淚         | 1983年6月19日  | 吉田憲二 | 楠葉宏三                     | 楠葉宏三 | 前田英美 |
| 25   | 回憶中的牧場         | 1983年6月26日  | 吉田憲二 | 清瀨二郎                     | 楠葉宏三 | 竹松一生 |
| 26   | 遙遠的雲，遙遠的日子 | 1983年7月3日   | 吉田憲二 | 楠葉宏三                     | 楠葉宏三 | 佐藤好春 |
| 27   | 尼可拉斯老師的學生們 | 1983年7月17日  | 吉田憲二 | 清瀨二郎                     | 楠葉宏三 | 前田英美 |
| 28   | 轉動展覽會           | 1983年7月31日  | 吉田憲二 | 楠葉宏三                     | 楠葉宏三 | 竹松一生 |
| 29   | 被破壞的夢           | 1983年8月7日   | 吉田憲二 | 清瀨二郎                     | 楠葉宏三 | 佐藤好春 |
| 30   | 後悔的眼淚           | 1983年8月14日  | 吉田憲二 | 楠葉宏三                     | 楠葉宏三 | 前田英美 |
| 31   | 接連到山頂上的道路   | 1983年8月21日  | 吉田憲二 | 楠葉宏三                     | 楠葉宏三 | 竹松一生 |
| 32   | 想傳達的真相         | 1983年8月28日  | 吉田憲二 | 楠葉宏三                     | 楠葉宏三 | 佐藤好春 |
| 33   | 有勇氣的告白         | 1983年9月11日  | 吉田憲二 | 清瀨二郎                     | 楠葉宏三 | 前田英美 |
| 34   | 再見了！法蘭茲       | 1983年9月18日  | 吉田憲二 | 楠葉宏三                     | 楠葉宏三 | 竹松一生 |
| 35   | 開啟心中的門扉       | 1983年9月25日  | 吉田憲二 | 清瀨二郎                     | 楠葉宏三 | 佐藤好春 |
| 36   | 恢復的友情           | 1983年10月2日  | 吉田憲二 | 杉村博美、齊藤次郎           | 楠葉宏三 | 前田英美 |
| 37   | 兩人的寶物           | 1983年10月9日  | 吉田憲二 | 楠葉宏三                     | 楠葉宏三 | 竹松一生 |
| 38   | 路西安的誓言         | 1983年10月16日 | 吉田憲二 | 杉村博美、齊藤次郎           | 楠葉宏三 | 佐藤好春 |
| 39   | 越過暴風雪的山頂     | 1983年10月23日 | 吉田憲二 | 楠葉宏三                     | 楠葉宏三 | 前田英美 |
| 40   | 站起來的路西安       | 1983年10月30日 | 吉田憲二 | 楠葉宏三                     | 楠葉宏三 | 竹松一生 |
| 41   | 能為丹尼治療嗎？     | 1983年11月6日  | 吉田憲二 | 楠葉宏三                     | 楠葉宏三 | 佐藤好春 |
| 42   | 白金爺爺的秘密       | 1983年11月13日 | 吉田憲二 | 杉村博美、齊藤次郎           | 楠葉宏三 | 前田英美 |
| 43   | 希望的城鎮，洛桑     | 1983年11月20日 | 吉田憲二 | 楠葉宏三                     | 楠葉宏三 | 竹松一生 |
| 44   | 吉維特家的人們       | 1983年11月27日 | 吉田憲二 | 楠葉宏三                     | 楠葉宏三 | 佐藤好春 |
| 45   | 手術的日子           | 1983年12月4日  | 吉田憲二 | 楠葉宏三                     | 楠葉宏三 | 前田英美 |
| 46   | 重逢                 | 1983年12月11日 | 吉田憲二 | 楠葉宏三、杉村博美、齊藤次郎 | 楠葉宏三 | 竹松一生 |
| 47   | 在耀眼的光芒中       | 1983年12月18日 | 吉田憲二 | 楠葉宏三                     | 楠葉宏三 | 佐藤好春 |
| 48   | 永遠的友情           | 1983年12月25日 | 吉田憲二 | 楠葉宏三                     | 楠葉宏三 | 前田英美 |

## 外部連結
- 互联网电影数据库（IMDb）上《阿爾卑斯物語 我的安妮特》的资料（英文）